# Liste der Mitglieder der Deutschen Akademie der Naturforscher Leopoldina/1751
Die Liste der Mitglieder der Deutschen Akademie der Naturforscher Leopoldina für 1751 enthält alle Personen, die im Jahr 1751 zum Mitglied ernannt wurden. Insgesamt gab es sieben neu gewählte Mitglieder.

## Mitglieder
| Nr. | Name                         | Beiname                 | Geboren       | Aufnahme | Gestorben     | Bild                                                     | Datenbank |
| --- | ---------------------------- | ----------------------- | ------------- | -------- | ------------- | -------------------------------------------------------- | --------- |
| 568 | Philipp Conrad Fabricius     | Philumenus II.          | 2. Okt. 1714  | 1. Mai   | 19. Juli 1774 |                                                          | 2690      |
| 569 | Johann Philipp Seip          | Alcadinus I.            | 28. Nov. 1686 | 4. Jun.  | 1757          | Johann Philipp Seip, Porträt von Johann Christoph Sysang | 6634      |
| 570 | Polycarp Friedrich Schacher  | Apulejus II.            |               | 11. Jun. | 1. Mai 1762   |                                                          | 6375      |
| 571 | Matthias Georg Pfann         | Polyaenus II.           | 3. Okt. 1719  | 20. Jun. | 16. Juni 1762 |                                                          | 6001      |
| 572 | Johann Georg Richter         | Aristophanes Byzantinus | 1727          | 9. Okt.  | 1780          |                                                          | 2506      |
| 573 | Andreas von Conrad           | Diodorus III.           | 15. Dez. 1724 | 30. Nov. | 1780          |                                                          | 2326      |
| 574 | Friedrich Georg Philipp Seip | Alcadinus II.           | 6. Nov. 1726  | 6. Dez.  | 1757          |                                                          | 6633      |

## Hinweis zu den Lebensdaten
In der Liste sind zunächst die Lebensdaten gemäß Archiv der Leopoldina aufgenommen. Diese beziehen sich auf die Angaben gem. Büchner (1755), Neigebaur (1860) und Ule (1889). Die Lebensdaten im Namensartikel können daher von den Lebensdaten in der Liste abweichen.